# Chthonius leruthi
Espèce
Chthonius leruthi est une espèce de pseudoscorpions de la famille des Chthoniidae.

## Distribution
Cette espèce est endémique de Roumanie.

## Description
La femelle holotype mesure 2,2 mm.

## Étymologie
Cette espèce est nommée en l'honneur de Robert Leruth.

## Publication originale
- Beier, 1939 : Pseudoscorpionidea de Roumanie. Bulletin du Musée Royal d'Histoire Naturelle de Belgique, vol. 15, p. 1-21 (texte intégral).